# Дніпровський національний університет залізничного транспорту
Дніпровський націона́льний університе́т залізни́чного тра́нспорту імені академіка Всеволода Лазаряна — заклад вищої освіти міста Дніпра.
Починаючи з 2021 р. входить до складу Українського державного університету науки і технології як навчально науковий інститут "Дніпровський інститут інфракстуктури і транспорту"
Відповідно до наказу МОН від 26.04.2021 №464 утворено УДУНТ. ДНУЗТ реорганізовано шляхом приєднання до УДУНТ. УДУНТ є правонаступником всього майна, прав та обов'язків ДНУЗТ.
Відповідно до наказу в.о. ректора УДУНТ від 01.11.2021 № 08 в університеті створено ННІ ДІІТ.
Відповідно до наказу в.о. ректора УДУНТ від 02.11.2021 № 19 в безпосереднє підпорядкування директора ННІ ДІІТ УДУНТ передано всі факультети та кафедри, які входили до складу ДНУЗТ. Таким чином, ННІ ДІІТ - це реструктуризований ДНУЗТ.
З 2021 р. по теперишній час директором ННІ ДІІТ є Капіца Михайло Іванович.
ДНУЗТ  має у своєму складі 11 факультетів, технічний ліцей, бізнес-школу, філії у Львові та Одесі. 39 кафедр мають 20 філій на підприємствах залізничного транспорту. Для залучення перспективної молоді для навчання в університеті на головних залізничних вузлах діють 19 довишівських центрів.
Професорсько-викладацький склад нараховує 650 викладачів. Серед них вчені ступені мають 70 %. В університеті працюють 50 докторів наук, професорів, 18 членів галузевих академій, 85 лауреатів державних і іменних премій, почесних працівників науки, вищої школи і галузей народного господарства. Серед викладачів університету — Соросовські Професори і Доценти, а також одержувачі грантів Фулбрайта, Міжнародного наукового фонду, що дозволяє проходити стажування в Німеччині, Франції, США.

## Структура
- Факультет «Мости і тунелі»
- Факультет «Електрифікація залізниць»
- Механічний факультет
- Факультет «Промислове та цивільне будівництво»
- Факультет «Управління процесами перевезень»
- Факультет «Гуманітарна освіта та робота з іноземними студентами»
- Факультет «Організація будівництва доріг»
- Факультет «Економіко-гуманітарний»
- Факультет «Технічна кібернетика»
- Центр дистанційної освіти
- Бібліотека

## Історія
- Червень 1930 р. У Дніпропетровську на базі політехнікуму і факультету інженерів шляхів сполучення Київського політехнічного інституту був заснований Дніпропетровський Інститут Інженерів Залізничного Транспорту (ДІІТ). Створений у центрі металургійної промисловості України і великому залізничному вузлі, інститут за короткий час розгорнув підготовку кваліфікованих фахівців. У роки першої п'ятирічки силами студентів, викладачів, робітників та службовців були побудовані навчальний корпус, гуртожиток, їдальня і житлові будинки. Протягом 3-4 років було влаштовано затишне інститутське містечко. Тоді в інституті працювали 62 викладача, у тому числі 5 професорів і 12 доцентів.
- 7 вересня 1930 р. Згідно з постановою РНК УРСР від 12.06.1930 р., що розміщено у Бюлетені народного комісаріату освіти УРСР від 09.07.1930р, № 27 інститут було перейменовано у Дніпропетровський інститут інженерів залізничного транспорту ім. Л. М. Кагановича.
- 1931 р. В інституті відкрита аспірантура, організовані три факультети: будівельний, механічний та електромеханічний.
- 1933 р. За успішну роботу в створенні матеріально-технічної бази і підготовку фахівців для залізничного транспорту ДІІТ нагороджено Почесною Грамотою ВЦІК СРСР. 1934 р. Відбувся перший випуск 190 дипломованих інженерів. На ХVІІ з'їзді партії ДІІТ був названий одним із кращих серед вузів країни.
- 1935 р. Інститут серед 24 кращих вузів країни нагороджується Почесною Грамотою ВЦІК СРСР
- 1938 р. Відкрито паровозний факультет.
- 1941 — 1945 рр. У роки німецько-радянської війни інститут був евакуйований у Новосибірськ, де продовжував готувати висококваліфікованих фахівців. У пам'ять про загиблих на війні студентів у центрі інститутського містечка споруджено монумент, у підніжжя якого — вічний вогонь. 1944 року інститут повертається до Дніпра.
- 1947 — 1950 рр. До 1947 року відновлення інституту було майже закінчено і до 1950 року — двадцятиліття ДІІТу — інститутське містечко було цілком відновлено. З 1946 р. Дніпропетровський інститут інженерів залізничного транспорту ім. Л. М. Кагановича підпорядковується Головному управлінню навчальними закладами Міністерства шляхів сполучення СРСР.
- 1950 — 1970 рр. У 50-70 роки були стали до ладу новий навчальний корпус, студентський гуртожиток, стадіон, басейн, спорткомплекс та інші об'єкти. Відкрито власний Обчислювальний центр. Інститут стає великим транспортним ЗВО.
- 19 червня 1974 р. Інститутові присвоєно ім'я М. І. Калініна згідно з Постановою Ради Міністрів Української РСР від 19.06.1974 р.
- 1970 — 1986 рр. За успіхи у підготовці фахівців, високий рівень навчальної та науково-дослідної роботи ДІІТ неодноразово нагороджувався перехідним Червоним прапором Укррадпрофу, ЦК ВЛКСМ і МВО УРСР, який 1975 року було залишено в інституті довічно; 1978 року — Почесною Грамотою ЦК ВЛКСМ; 1980 року — орденом Трудового Червоного Прапора, а 1986 року — перехідним Червоним прапором ЦК КПРС, Ради Міністрів СРСР, ВЦСПС, ЦК ВЛКСМ.
- 5 березня 1980 р. Інститут нагороджено орденом Трудового Червоного Прапору (Указ президіуму Верховної Ради СРСР від 05.03.1980 р.)
- 1991 р. Дніпропетровський ордена Трудового Червоного Прапору інститут інженерів залізничного транспорту отримав паспорт.
- 1993 р. 1993 року ДІІТ після атестації отримав статус університету. Нова повна назва: Дніпропетровський Державний Технічний Університет Залізничного Транспорту (ДІІТ).
- 15 липня 2002 р. Указом президента України від 15.07.2002 р. № 647/2002/ університету присвоєно статус національного.
- 11 жовтня 2002 р. Розпорядженням Кабінету Міністрів України від 11.10.2002 р. № 576-р університету присвоєно ім'я академіка В. А. Лазаряна. Таким чином університет отримує назву, яку носить дотепер: Дніпропетровський національний університет залізничного транспорту імені академіка В. Лазаряна.
- 6 травня 2010 р. Університет підпорядковується Міністерству транспорту та зв'язку України згідно з наказом Міністрерства транспорту та зв'язку від 28.04.2010 р. № 237/.
- 6 жовтня 2011 р. Університет підпорядковується Міністерству інфрастуктури України (Наказ Міністерства інфраструктури України від 08.09.2011 № 352).
- 28 лютого 2012 р. Університет підпорядковується Міністерству освіти і науки, молоді та спорту України (Наказ Міністерства освіти і науки, молоді та спорту України від 22.02.2012 р. № 214).

## Ректори
- Н. М. Федіченко, який був засновником інституту, з 1930 по 1937 рік
- Г. О. Чумаченко - з 1937 по 1938 р
- І. І. Іванов - з 1938 по 1941 р
- В. А. Лазарян - 1941-1958 г
- М. Р. Ющенко - з 1958 по травень 1971 р
- В. А. Каблуков - з 1971 по 1997 р
- О. М. Пшінько - з 1997 по 31 березня 2021 р.

## Студмістечко
У роки першої п'ятирічки в 1930—1935 р. силами студентів, викладачів, робітників та службовців були побудовані навчальний корпус, гуртожиток, їдальня і житлові будинки. За 3-4 роки було влаштовано затишне інститутське містечко.
У роки Німецько-радянської війни інститут був евакуйований до Новосибірська, 1944-го повернувся з евакуації.
Інститут знаходиться поблизу парку. Усі гуртожитки, спортивні бази, навчальні корпуси розташовані компактно. ДІІТ має два навчальних корпуси, у яких розміщені навчальні аудиторії і лабораторії, науково — дослідні лабораторії і групи; 5 студентських гуртожитків; спортивно — оздоровчий табір на річці Самарі; чотирьохзальний спортивний корпус, стадіон, плавальний басейн; побутові приміщення і поліклініку. 
1984 року було відкрито Палац культури студентів ДІІТу з актовим залом на 1000 місць, кінозалом на 250 місць, великим танцювальним залом. Також вишу належить сСпортивний комплекс, що включає стадіон, басейн, корпус із залами для занять важкою атлетикою, боротьбою, спортивною гімнастикою, ігровими видами спорту.
Медичну допомогу студентам, робітникам та службовцям інституту і членам їх родин надає амбулаторія ДІІТу у студентському гуртожитку.
На території містечка є їдальня на 600 місць. Їдальня має у своєму розпорядженні дієтичний зал на 120 місць. У навчальному корпусі працюють 2 буфети, де є гарячі обіди.

## Бібліотека
Науково-технічна бібліотека (НТБ) є основним ініціатором і виконавцем впровадження нових цифрових моделей наукової комунікації (інституційний репозитарій, електронні журнали, електронна бібліотека і т. д.).
Бібліотека розташована на площі 2 816 м2 (у тому числі для зберігання фондів — 1 943 м2; для обслуговування користувачів — 837 м2).

Вона є центром інтегрованого інформаційного забезпечення навчального та наукового процесів, культурологічної діяльності університету, а також регіональним науковим центром із соціальних комунікацій (реалізація цифрових ініціатив в бібліотеках ВНЗ).

## Відомі викладачі
- Бараш Юрій Савелійович
- Блохін Євген Петрович
- Бобровський Володимир Ілліч
- Боднар Борис Євгенович
- Винокуров Михайло Васильович
- Гусєв Борис Володимирович
- Данович Віктор Данилович
- Зазимко Валерія Георгіївна
- Каблуков Віктор Агапійович
- Косолапов Анатолій Аркадійович
- Лазарян Всеволод Арутюнович
- Плахотник Володимир Миколайович
- Пшінько Олександр Миколайович
- Радкевич Анатолій Валентинович
- Распопов Олександр Сергійович
- Рибкін Віктор Васильович
- Рисс Йосип Григорович
- Савчук Орест Макарович
- Федіченко Никандр Михайлович
- Фришман Мойсей Абрамович
- Ющенко Микола Романович

## Випускники
- Баруленков Валерій Володимирович (нар. 1941) — український інженер-будівельник, генерапьний директор ТОВ «ТрансРейл Україна», лауреат Національної премії України імені Тараса Шевченка (1985).
- Бернацький Андрій Євгенович (1975—2014) — старший лейтенант Збройних сил України, учасник російсько-української війни.
- Борисов Олександр Ігорович (Алекс Борисов) — українсько-американський інженер програмного забезпечення, інженерний лідер компанії Netlix
- Коба Тамара Павлівна (* 1957) — українська радянська спортсменка-бігунка, майстер спорту СРСР міжнародного класу з легкої атлетики.